# THE LONG HAND〜MEMBER'S SELECTION〜
『THE LONG HAND〜MEMBER'S SELECTION〜』（ザ ロング ハンド メンバーズ セレクション）は、日本のロックバンド、SOPHIAの2枚目のベスト・アルバム。

## 概要
- 本作品は2001年12月19日にトイズファクトリーよりリリースされた。全14曲収録。
- オリコン初登場は第12位。完全初回3万枚限定生産。
- 同時発売で『THE SHORT HAND〜SINGLES COLLECTION〜』をリリースした。
- THE LONG HANDとは時計の長針を意味する。
- それまでリリースしたアルバムから表題曲を中心に選曲されている。
- シングル曲はアルバム『進化論』収録のシングル「OAR」「walk」「進化論〜GOOD MORNING!-HELLO! 21st-CENTURY〜」が収録されている。
- 2001年11月までのアーティスト写真やライブ告知チラシをA4サイズにしたポスター50枚セットが付属。2002年ツアーの先行予約のチラシが封入。
- 現在は廃盤となっている。

## 収録曲
1. Kissing blue memories(from 1st Album『BOYS』)
2. MY SELF(from 2nd Album『GIRLS』)
3. eye(from 3rd Album『Kiss the Future』)
4. ポトス(from 4th Album『little circus』)
5. CIRCUS(from 4th Album『little circus』)
6. Eternal Flame(from 5th single『街〜single version〜』)
7. 蜘蛛と蝙蝠(from 5th Album『ALIVE』)
8. ALIVE(from 5th Album『ALIVE』)
9. material of flower(from 6th Album『マテリアル』)
10. OAR
11. MARY(from 12th single『ミサイル』)
12. walk
13. 進化論〜GOOD MORNING!-HELLO! 21st-CENTURY〜
14. happy end(from 7th Album『進化論』)